# Avro Lancaster
Avro Lancaster – ciężki czterosilnikowy brytyjski samolot bombowy z okresu II wojny światowej, powstały w zakładach A.V.Roe (Avro), używany od 1942 roku.
Obok samolotu Handley Page Halifax, Lancaster był podstawowym ciężkim bombowcem brytyjskich Królewskich Sił Powietrznych (Royal Air Force) okresu II wojny światowej. Lancaster uważany jest przy tym za najbardziej udany brytyjski ciężki bombowiec. Wyprodukowano łącznie 7377 samolotów typu Avro Lancaster.

## Rozwój

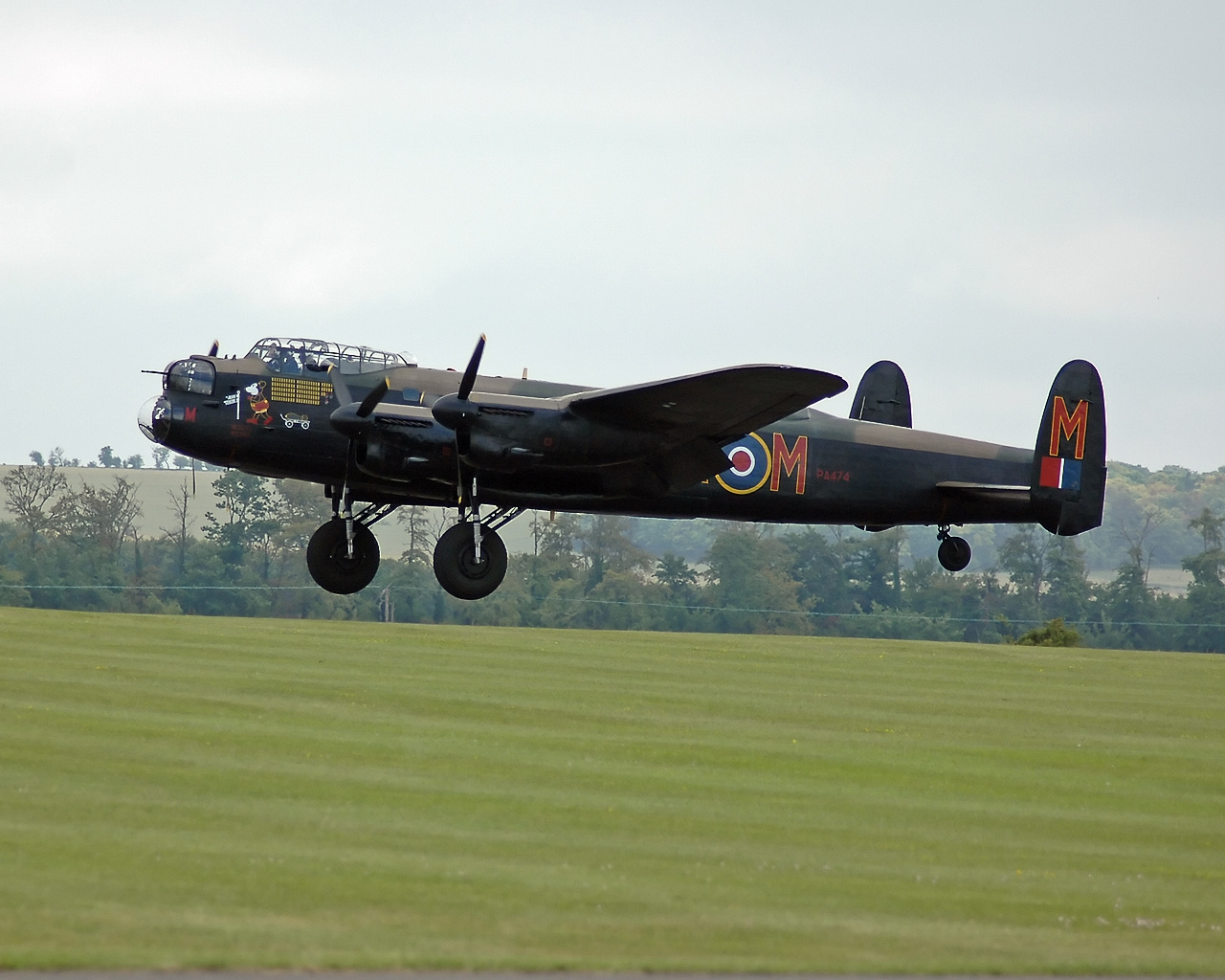
Avro Lancaster B. Mk I

Projekt powstał z rozwinięcia dwusilnikowego ciężkiego bombowca Avro Manchester. Ponieważ użyte w Manchesterze silniki Rolls-Royce Vulture okazały się zawodne i niedopracowane, samolot ten nie był w pełni udany i zbudowano jedynie 200 sztuk, a wycofano z użycia bojowego w 1942 roku. Główny konstruktor zakładów Avro, Roy Chadwick, przystosował następnie istniejący już projekt do zastosowania czterech dobrze znanych i sprawdzonych silników Rolls-Royce Merlin. W rezultacie powstał czterosilnikowy bombowiec Avro typ 683, nazwany początkowo Manchester Mk. III, a następnie Lancaster. Pierwszy lot prototypu miał miejsce 9 stycznia 1941 roku, pierwszy samolot seryjny został zbudowany w październiku 1941 roku.
Bombowce Lancaster budowano w zakładach Avro, Metropolitan-Vickers, Armstrong Whitworth, Vickers Armstrong i Victoria Aircraft (w Kanadzie) w czterech bardzo podobnych głównych wersjach seryjnych: Mk. I, II, III i X, z czego najliczniejszymi były Mk. I i Mk. III. Oznaczenia wszystkich wersji bombowych były poprzedzone literą „B”, np. B. Mk. I, lecz jest ona często pomijana. Wszystkie wersje z wyjątkiem Mk. II napędzane były silnikami widlastymi Rolls-Royce Merlin. Ogółem, do 2 lutego 1946 roku zbudowano 7377 Lancasterów.
Jedną z zalet Lancastera była duża komora bombowa w kadłubie, długości 10,05 m. Maksymalny udźwig normalnych wersji bombowych wynosił 6356 kg bomb w różnych konfiguracjach. Początkowo najcięższą przenoszoną bombą była bomba o masie 1818 kg. Wersje Lancasterów ze specjalnie pogłębioną komorą bombową zabierały ciężką bombę o masie 3632 kg lub bombę Tallboy o masie 5448 kg. Służyły one do zwalczania szczególnie istotnych celów punktowych. W 1945 roku powstała specjalna wersja B. Mk. I (Special), z wyciętą podłogą komory bombowej i usuniętą częścią wyposażenia, przeznaczona do przenoszenia najcięższej bomby II wojny światowej Grand Slam o masie 9979 kg. Inna specjalna wersja Lancasterów, B. Mk. III (Special) została w 1943 roku przystosowana do przenoszenia skaczących bomb Wallisa, przeznaczonych do niszczenia zapór w Zagłębiu Ruhry. Lancaster miał bardzo dobre wyposażenie radiowe, późniejsze samoloty miały także radar H2S do obserwacji powierzchni ziemi w celu ułatwienia celowania. W samolocie zainstalowano również udoskonalony wyrzutnik bomb Świąteckiego oparty na systemie opracowanym przez polskiego inżyniera i wynalazcy Władysława Świąteckiego.

## Wersje

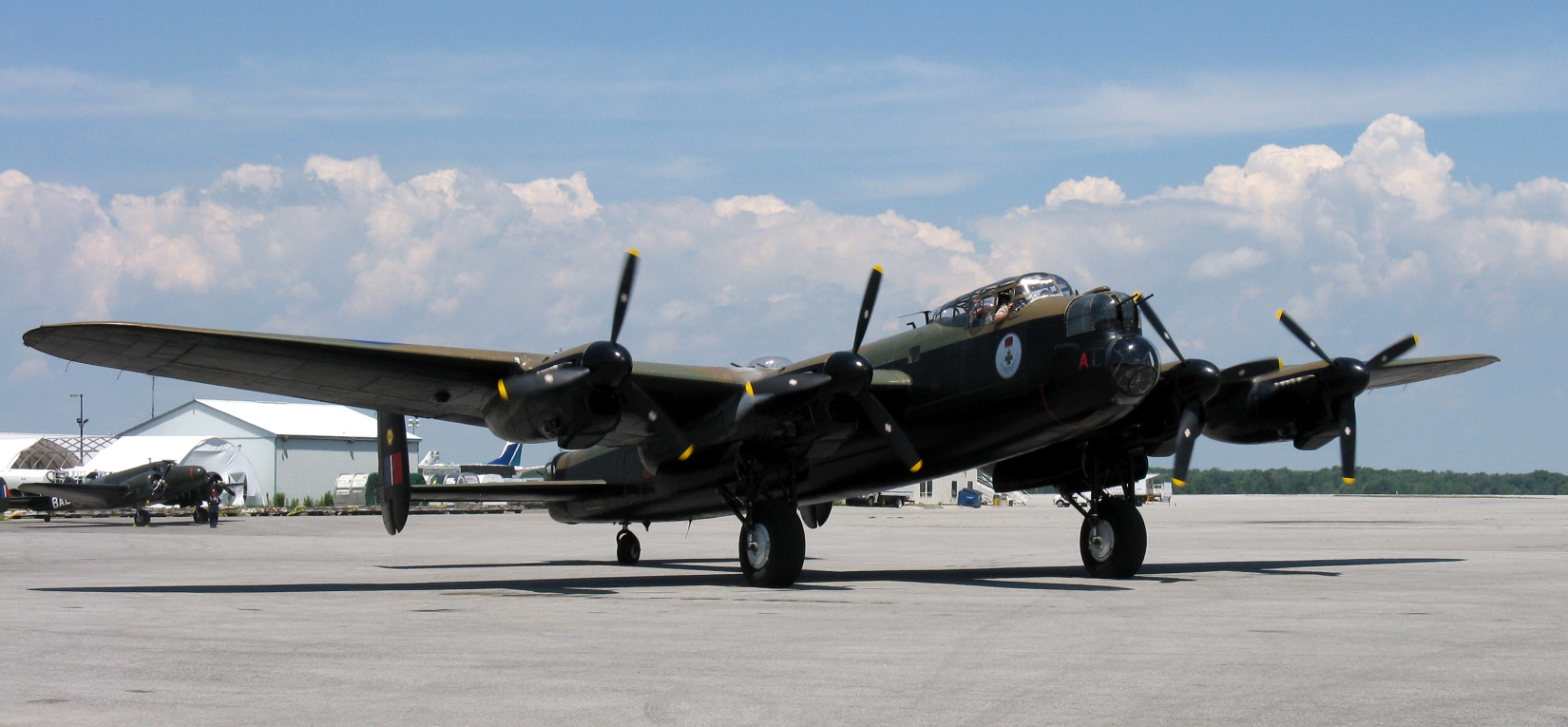
Avro Lancaster Mk X

- Mk. I (B.Mk I) – podstawowa wersja, napędzana silnikami Rolls-Royce Merlin XX o mocy 1280 KM, a egzemplarze późniejszej produkcji Merlin 22, końcowej Merlin 24. W 1943 roku zaczęto montować radar H2S. Wyprodukowano łącznie 3425 sztuk tej wersji.
  - Mk. I (Special) – specjalna wersja powstała w 1945 roku z przebudowania egzemplarzy wersji B. Mk. I, przystosowana do przenoszenia super ciężkich bomb Grand Slam o wadze 9979 kg (22 000 funtów). Miały wydłużoną komorę bombową, pozbawiono ją drzwi i wzmocniono podłużnice podłogi, tak by samolot mógł udźwignąć bombę. Bomba pomimo tych modyfikacji i tak wystawała z komory bombowej i samolot wyglądał jakby przenosił torpedę. Były na nich zamontowane podrasowane silniki Merlin 24 ze śmigłami z łopatami wygiętymi jak szable oraz miały wzmocnione podwozie. W celu zredukowania masy własnej samolotu usunięto z nich wieżyczki dziobową i grzbietową, a uzbrojenie ogonowej ograniczono z 4 do 2 km Browning kal. 7,7 mm. Masa startowa z bombą Grand Slam wynosiła 33 112 kg, zasięg 2655 km, a pułap 5180 m. Zrzucono z nich w okresie od marca do maja 1945 roku 41 bomb Grand Slam. Powstały 33 sztuki tej wersji.
  - PR. I – wersja przeznaczona do rozpoznania fotograficznego. Usunięto całe uzbrojenie obronne łącznie z wieżyczkami, co spowodowało przebudowę nosa maszyny. Aparaty fotograficzne zostały zamontowane w komorze bombowej. W czasie wojny używana w dywizjonach 82. i 541., a po wojnie w dywizjonie 683. na Bliskim Wschodzie.
  - Mk. I (FE) – wersja dalekiego zasięgu, przeznaczona do walk na Dalekim Wschodzie w warunkach tropikalnych. Bazowała na ostatnich seriach wersji Mk. I. Miały one wieżyczkę nosową FN5 i ogonową FN82 z 2 km 12,7 mm. Ponadto zmodyfikowano wyposażenie radiowe, radar oraz w komorze bombowej zamontowano dodatkowy zbiornika paliwa o pojemności 400 galonów. Górne powierzchnie maszyny były pomalowane na biało, a spodnie na czarno. Nie wzięła udziału w walkach.
- Mk. II – napędzana silnikami gwiazdowymi chłodzonym powietrzem Bristol Hercules VI (moc 1277 kW) – pierwsze 27 sztuk, a pozostałe wersją XVI (moc 1270 kW). Powstała z uwagi na braki w dostawach silników RR Merlin. Prototyp tej wersji oblatano 26 listopada 1941 roku. Wyprodukowano 300 sztuk, od marca 1942 roku, w zakładach Armstrong Whitworth, z zamówionych 1000 sztuk. Pierwsze egzemplarze nie różniły się od wersji Mk. I, ale potem zaczęto dokonywać modyfikacji. Montowano wypukłe drzwi komory bombowej, co pozwalało zabierać zwiększony do 3628 kg ładunek bomb, ale mimo to miała niższy udźwig bomb niż wersja Mk. I. Zamiast radaru H2S zaczęto montować aparaturę nawigacyjno-celowniczą G-H, umożliwiającą bombardowania w warunkach ograniczonej widoczności. W miejsce radaru H2S na spodzie kadłuba, montowano dolną wieżyczkę FN64. Wieżyczka ogonowa FN20 została zamieniona na FN120, o lżejszej konstrukcji i z lepszym celownikiem. Montowano też tłumiki płomienia na rurach wydechowych silników. Wersja ta miała podobne osiągi jak Mk. I, przy czym do wysokości 5486 m miała lepsze wznoszenie, a ponad nią już gorsze. Dodatkowo miała niższy pułap niż wersja Mk. I.

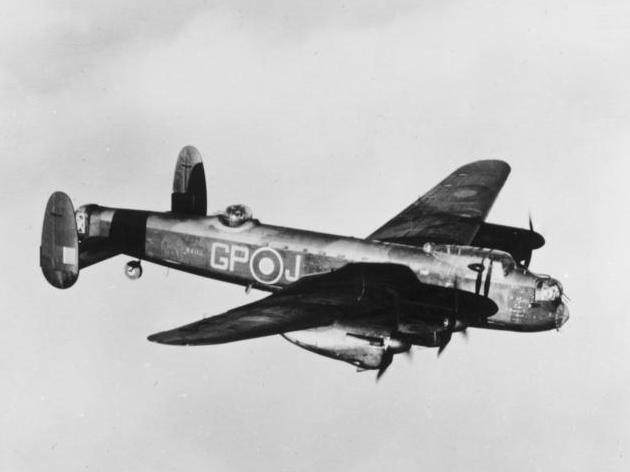
Avro Lancaster Mk I w locie w styczniu 1944 roku

- Mk. III – napędzana amerykańskimi silnikami licencyjnymi Packard Merlin 28, Merlin 38 lub Merlin 224 (3039 sztuk).
  - Mk. III (Special) – zmodyfikowane w 1943 roku B. Mk. III z 617. Dywizjonu tzw. „Dambusters” utworzonego w celu zniszczenia tam na Ruhrze. Przenosiły poprzecznie zamontowane, rotujące lewoskrętnie bomby skaczące. W tym celu usunięto drzwi komory bombowej oraz dodatkowo wieżyczkę grzbietową. Zamontowano specjalne urządzenie do nadawania ruchu wirowego bombom, jeszcze przed ich zrzutem. Ponadto w komorze bombowej i pod nosem zamontowano lampy do oceny wysokości lotu nad powierzchnią. Przebudowano w ten sposób 21 maszyn. Podczas akcji, w której wzięło ostatecznie udział 19 bombowców, 16/17 maja 1943 roku zniszczono trzy tamy, tracąc osiem maszyn. Po akcji, maszyny przebudowano z powrotem do postaci normalnych bombowców.
  - A.S.R. III – specjalna wersja, dla ratownictwa morskiego. Montowano na niej radar oraz w komorze bombowej umieszczano łódź zrzucaną rozbitkom. Na maszynach tych przeważnie usuwano całkowicie uzbrojenie obronne oraz dodawano w kadłubie dodatkowe okienka do obserwacji.
- Mk. VI – przebudowane w 1943 roku 9 sztuk Mk. III, w których zamontowano silniki Packard Merlin 85 z 635. Dywizjonu RAF. Silniki te miały dwubiegowe sprężarki, co poprawiało pułap i osiągi na dużych wysokościach. Usunięto w nich też, przeważnie, wieżyczkę w nosie maszyny. Wykorzystywano je do oznakowywania terenu zrzutu bomb dla formacji bombowców.
- Mk. VII – 180 samolotów Mk. I przebudowanych w 1945 roku z odmiennym uzbrojeniem strzeleckim. Na grzbiecie kadłuba zamontowano wieżyczkę Martin 250CE z 2 km 12,7 mm i przesunięto ją bardziej do tyłu, a w ogonie wieżyczkę FN82 z 2 km 12,7 mm.
- Mk. X (B. Mk. X) – wersja budowana w Kanadzie, z silnikami Packard Merlin 38, a potem 224, ze zmodyfikowanym wyposażeniem kabiny i zmodyfikowaną instalacją elektryczną. Na ostatnich egzemplarzach montowano wieżyczki jak w wersji Mk. VII. Zbudowano 430 sztuk.
- Mk. XPP – Mk. X przebudowane na samoloty pasażerskie i pocztowe. Pozbawione wieżyczek, a w komorze bombowej dodatkowy zbiornik paliwa (2 sztuki).

## Cechy lotno-pilotażowe

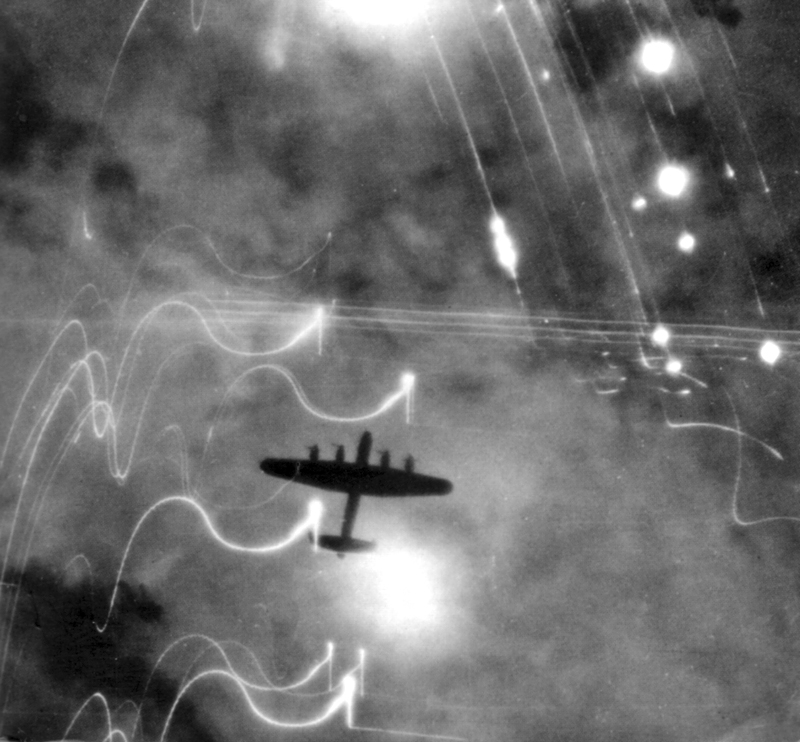
Avro Lancaster podczas bombardowania Hamburga

Samoloty Avro Lancaster cechowały się bardzo dobrymi właściwościami lotno-pilotażowymi. Nawet słabsze wersje Mk. I i Mk. III potrafiły, po awarii jednego silnika, z bombami dojść nad cel i powrócić szczęśliwie do bazy. Siły na sterach były nieduże, reakcja na stery szybka, pilotaż niemęczący, stateczność bez zarzutu, widoczność z kabiny dobra. Przy podobnej mocy jak Handley Page Halifax przenosiły większy ładunek bomb, uzyskiwały wyższy pułap lotu. Cechy te sprawiły, iż dowódca RAF Bomber Command Arthur Harris nie wyraził zgody na inne użycie tej maszyny (np. holowanie szybowców transportowych) niż loty na bombardowanie celów strategicznych wewnątrz Niemiec. Najwyższe osiągi miała wersja Mk. II z uwagi na moc zastosowanych silników gwiazdowych.

## Użycie
Samoloty Lancaster weszły na uzbrojenie lotnictwa brytyjskiego począwszy od grudnia 1941 roku. W nowe maszyny jako pierwszy wyposażono stacjonujący w Waddington 44. Dywizjon RAF. Cztery Lancastery trafiły tam w wigilię Bożego Narodzenia 1941 roku. Lancaster z tego dywizjonu 3 marca 1942 roku wykonał misję, w trakcie której zaminował niemiecki szlak żeglugowy w pobliżu wyspy Helgoland. Zgodnie z brytyjską doktryną, Lancaster był przede wszystkim bombowcem nocnym. Pierwszy lot bojowy 2 Lancastery wykonały w nocy 17 kwietnia 1942 roku podczas nalotu na Essen. Następnie bywały używane masowo w kolejnych nocnych nalotach RAF-u na niemieckie miasta i zakłady przemysłowe.
Słynną i nietypową akcją było uszkodzenie zapór wodnych w Zagłębiu Ruhry bombami Wallisa 19 maja 1943 roku przez 617. Dywizjon Bombowy (akcja ta została opisana w filmie Dam Busters). Inną znaną akcją Lancasterów było zatopienie niemieckiego pancernika „Tirpitz” bombami Tallboy. Samoloty Lancaster odbyły w czasie II wojny światowej 156 000 operacji bojowych, podczas których zrzuciły 608 612 ton bomb. 3249 samolotów utracono w akcji, jedynie 35 samolotów zdołało ukończyć ponad 100 udanych operacji bojowych – „rekordzista” odbył 139 operacji.
Na samolotach Lancaster latał od marca 1944 do 1946 roku także polski Dywizjon 300 Ziemi Mazowieckiej.

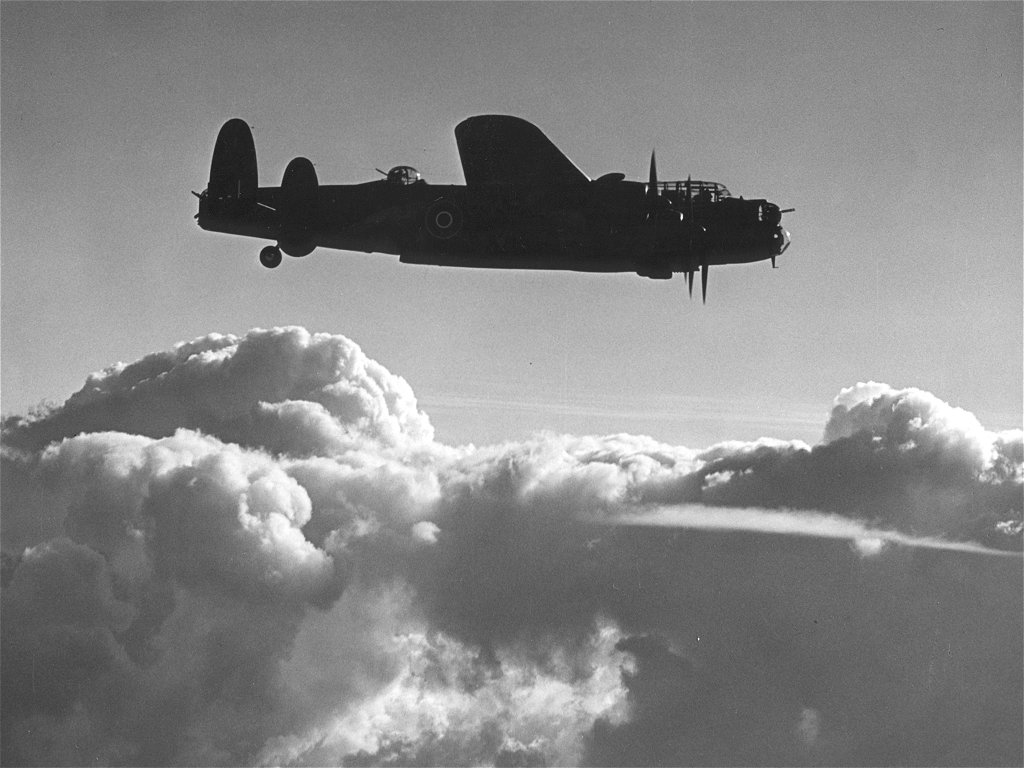
Avro Lancaster B. Mk II w locie

Rozwinięciem Lancastera był bombowiec Avro Lincoln. Od 1945 roku budowano także wersję cywilną – pasażersko-transportową Lancastera, o nazwie Avro Lancastrian.
Obecnie 2 Lancastery pozostają w stanie zdolnym do lotu: samolot o numerze PA474 w Battle of Britain Memorial Flight oraz maszyna FM 213 w Canadian Warplane Heritage Museum.

## Opis techniczny
Czterosilnikowy średniopłat o konstrukcji całkowicie metalowej. Kadłub konstrukcji skorupowej. Z przodu kadłuba oszklone stanowisko bombardiera, nad nim wieżyczka strzelecka z dwoma karabinami maszynowymi. Za nimi, bogato przeszklona kabina pilotów, na grzbiecie kadłuba. W tylnej części samolotu na grzbiecie wieżyczka strzelecka z dwoma karabinami maszynowymi. Na końcu kadłuba, wieżyczka strzelecka z czterema karabinami maszynowymi. Usterzenie podwójne, stateczniki i stery o obrysie owalnym. Podwozie samolotu klasyczne, główne golenie z pojedynczymi kołami wciągane do gondoli wewnętrznych silników, kółko ogonowe stałe. Załoga: zazwyczaj 7 ludzi (pilot, mechanik pokładowy, nawigator, bombardier, radiotelegrafista, górny i ogonowy strzelec). Silniki rzędowe Rolls-Royce Merlin lub Packard Merlin kilku odmian, o mocy 942–1207 kW lub gwiazdowe Bristol Hercules IV (1277 kW) lub XIV (1270 kW).

## Dane lotno-taktyczne

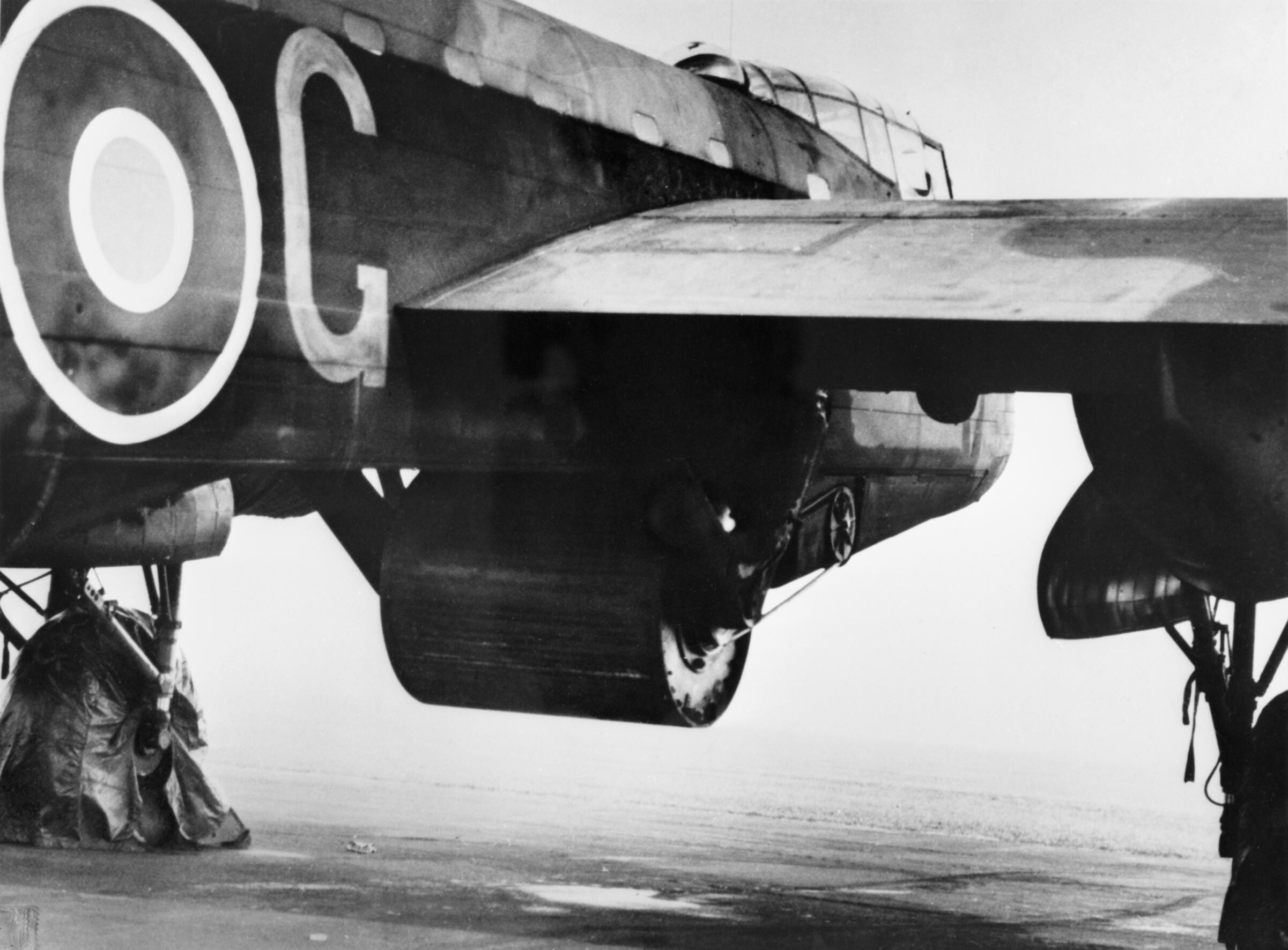
Bomba skacząca zamontowana w otwartej komorze bombowej Lancastera Guya Gibsona

Avro Lancaster Mk. X – pozostałe wersje dane zbliżone:

### Ogólne charakterystyki
- załoga: 7
- długość: 21,18 m
- rozpiętość: 31,09 m
- wysokość: 6,25 m
- powierzchnia nośna: 120,8 m²
- masy:
  - masa własna: 16 705 kg
  - masa maksymalna startowa: 29 484 kg
- obciążenie powierzchni nośnej: 231,13 kg/m²
  - obciążenie powierzchni nośnej przy maksymalnej masie startowej: 244,07 kg/m²

### Osiągi
- prędkość maksymalna: 462 km/h
- pułap operacyjny: 6650 m
- zasięg: 2784 km
- prędkość wznoszenia: 76 m/min

### Uzbrojenie
Wersje Mk. I – X, z wyjątkiem Special:
- 8–10 karabinów maszynowych Browning kaliber 7,7 mm:
  - 2 w przedniej wieży strzeleckiej,
  - 2 w górnej wieży
  - 4 w ogonowej wieży,
- do 6356 kg bomb (np. 14 bomb po 454 kg, lub 6 bomb po 908 kg i 3 bomby po 2114 kg).